# Nymboida River
Nymboida River är ett vattendrag i Australien. Det ligger i regionen Clarence Valley och delstaten New South Wales, i den sydöstra delen av landet, omkring 430 kilometer norr om delstatshuvudstaden Sydney.
I omgivningarna runt Nymboida River växer i huvudsak städsegrön lövskog. Trakten runt Nymboida River är nära nog obefolkad, med mindre än två invånare per kvadratkilometer. Genomsnittlig årsnederbörd är 1 423 millimeter. Den regnigaste månaden är januari, med i genomsnitt 273 mm nederbörd, och den torraste är oktober, med 19 mm nederbörd.